# Gegenblättrige Schachblume
Die Gegenblättrige Schachblume (Fritillaria involucrata) ist eine Pflanzenart aus der Familie der Liliengewächse (Liliaceae). Sie ist sehr formenreich.

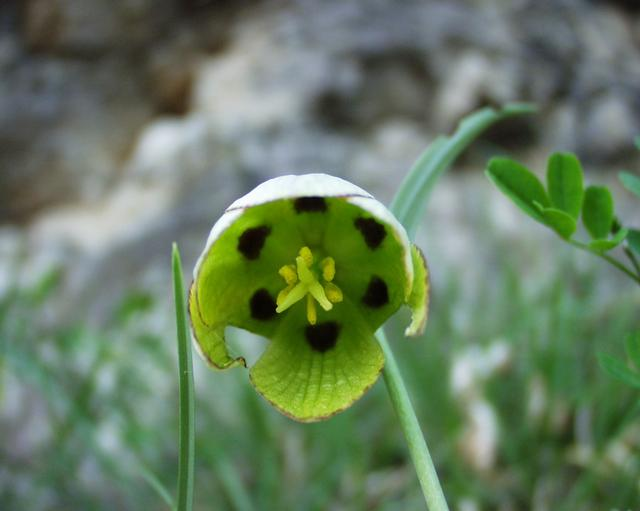
Blüte

## Beschreibung
Die Gegenblättrige Schachblume ist eine ausdauernde, krautige Zwiebelpflanze, die Wuchshöhen von 15 bis 30 Zentimetern erreicht. Die 7 bis 10 Blätter sind gegenständig und lineal-lanzettlich bis linealisch. Die obersten 3 Blätter sind quirlig. Meist ist eine Blüte vorhanden, selten auch bis 3. Die Außenseite der Perigonblätter ist hellgrün mit braunem Schachbrettmuster, ein deutlicher grüner Mittelstreifen ist nicht vorhanden. Die Nektardrüsen sind schwärzlich und eiförmig. Die Griffel sind 12 bis 15 Millimeter lang, die Griffeläste 5 bis 7 Millimeter.
Die Blütezeit reicht von April bis Mai.

## Vorkommen
Die Gegenblättrige Schachblume kommt Nordwest-Italien und Südost-Frankreich in den Seealpen vor. Sie wächst auf Bergwiesen in Höhenlagen von 500 bis 1500 Meter.

## Taxonomie
Die Gegenblättrige Schachblume wurde 1789 von Carlo Allioni in Auctuarium ad Floram Pedemontanam cum notis et emendationibus Seite 34 als Fritillaria involucrata erstbeschrieben. Ein Synonym ist Fritillaria involucrata subsp. versicolor (Baker) K.Richt.

## Nutzung
Die Gegenblättrige Schachblume wird selten als Zierpflanze für Steingärten genutzt.

## Belege
- Eckehart J. Jäger, Friedrich Ebel, Peter Hanelt, Gerd K. Müller (Hrsg.): Exkursionsflora von Deutschland. Begründet von Werner Rothmaler. Band 5: Krautige Zier- und Nutzpflanzen. Springer, Spektrum Akademischer Verlag, Berlin/Heidelberg 2008, ISBN 978-3-8274-0918-8.